# Sokół siwy
Sokół siwy (Falco hypoleucos) – gatunek rzadko spotykanego ptaka drapieżnego z rodziny sokołowatych (Falconidae), zamieszkującego Australię. Monotypowy (nie wyróżnia się podgatunków). Narażony na wyginięcie.

## Charakterystyka
Od góry posiada głównie szare upierzenie, od dołu białe. Lotki mają ciemniejsze końcówki. Woskówka ma żółtą barwę. Ptak mierzy 30–45 cm długości i 85–95 cm rozpiętości skrzydeł. Waży 350–600 g. Samice są większe.

## Występowanie i środowisko
Sokół siwy jest endemicznym gatunkiem Australii, zwykle ograniczony areałem do suchego interioru. Spotykany na otwartych przestrzeniach, np. na użytkach zielonych z rosnącą tam rośliną z rodzaju Triodia, akacjowych zaroślach i suchych terenach zalesionych.

## Zachowanie
Większość ptaków jest osiadła, oprócz okresów suszy, kiedy ptaki rozlatują się na wybrzeże lub w inne rejony interioru. Zaobserwowano tendencję do występowania tych ptaków latem bardziej na południu, a zimą żyją one w bardziej północnej części areału. W Queenslandzie wykazano regularne przemieszczenia z zachodu na wschód. Od jesieni do zimy w okresie pozalęgowym osobniki młodociane i nie posiadające partnera lęgowego zalatują na wybrzeża Queenslandu i Nowej Południowej Walii (nie ma ich tam latem).

### Pożywienie
Żywi się ptakami, zwłaszcza papugami i gołębiami. Łapie też inne ptaki, małe ssaki, gady i duże owady. Może jeść padlinę.
Poluje w trakcie niskiego, szybkiego lotu, lotu szybowcowego lub długiej zasiadki, po której następuje sfrunięcie i schwycenie zdobyczy, która znajduje się na ziemi. Może też łapać ją bezpośrednio w locie. Lot charakterystyczny dla sokołów rozpoczyna z wysokich partii drzew, nurkując w powietrzu porusza się po zygzakowatym torze wzdłuż wewnętrznych cieków wodnych.

## Okres lęgowy
Gniazda znajdują się na drzewach, wykorzystuje lęgowiska zbudowane z gałęzi po innych ptakach, np. krukowatych. Nie tworzy kolonii. Lęgowiska zwykle położone są na najwyższych drzewach rosnących przy ciekach wodnych, szczególnie na eukaliptusach kamaldulskich.
W lęgu znajduje się 2–3 jaj, wyjątkowo 4. Wysiadywanie trwa 35 dni. Młode pozostają w gnieździe przez 41–52 dni. Okres lęgowy uzależniony jest od pory deszczowej. Przy przedłużającej się suszy ptaki mogą porzucać gniazda.

## Status i ochrona
Międzynarodowa Unia Ochrony Przyrody (IUCN) od 2012 uznaje sokoła siwego za gatunek narażony (VU – vulnerable). Wcześniej – od 2000 miał on status bliski zagrożenia (NT – near threatened), a od 1994 – VU.
Jest to ptak szeroko rozpowszechniony, ale bardzo rzadki. Populację ostrożnie szacuje się na około 500 par lęgowych, a trend liczebności uznaje się za stabilny. Zagrożenie dla gatunku wynika z nadmiernego wypasu na pastwiskach w strefie suchej oraz wycinki drzew i oczyszczania terenu pod drobne uprawy rolne w strefie półpustynnej, co spowodowało degradację siedlisk tych sokołów i negatywnie wpłynęło na liczebność ich potencjalnych ofiar i dostępność miejsc gniazdowania.
Gatunek wymieniony w porozumieniu CITES w załączniku II.
Sokół siwy uznany jest za gatunek narażony (vulnerable) na mocy australijskiego Aktu Ochrony Środowiska i Zachowania Bioróżnorodności z 1999 roku (Environment Protection and Biodiversity Conservation Act 1999 – EPBC) z późniejszymi poprawkami.
Status w poszczególnych jednostkach podziału administracyjnego Australii (2020)
- Australia Południowa – rzadki (rare)
- Australia Zachodnia – narażony (vulnerable)
- Nowa Południowa Walia – zagrożony (endangered)
- Queensland – narażony (vulnerable)
- Terytorium Północne – narażony (vulnerable)
- Wiktoria – zagrożony (threatened); na doradczej liście zagrożonych kręgowców Victorii z 2013 roku: zagrożony (endangered)